# Spiegeltent

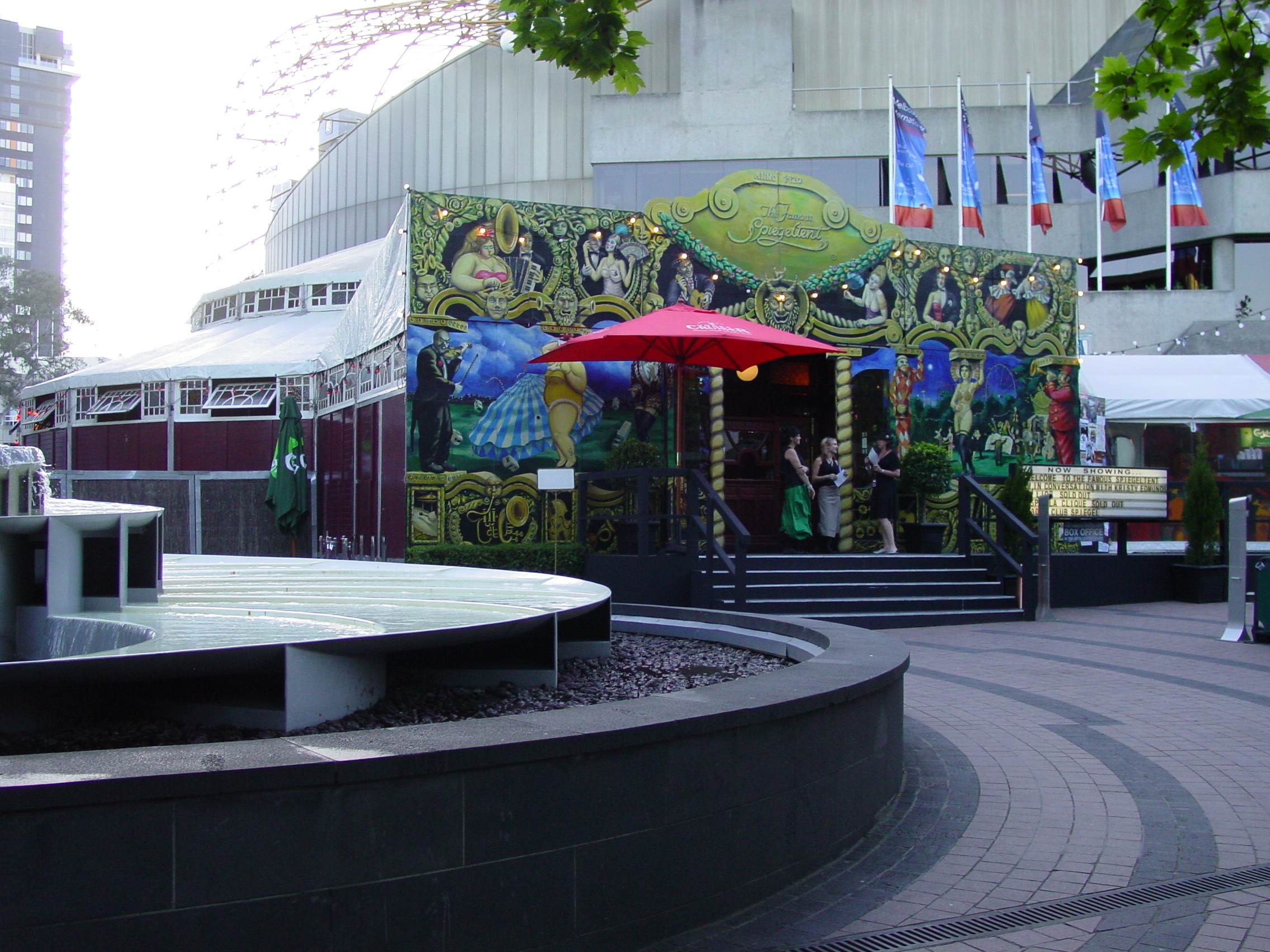
Spiegeltent à Melbourne, en Australie.

Une « spiegeltent » (parfois traduit par « chapiteau à miroirs », mais généralement désigné en néerlandais dans le texte) est une grande tente ronde ou rectangulaire, faite de bois et de tissu, dont l'espace intérieur composé d'une piste de danse et d'alcôves privatives est encerclé d'une rangée ininterrompue de grands miroirs. La jauge moyenne permet d'y recevoir entre 300 et 800 personnes. Sa fonction d'origine était d'être un dancing ambulant dans une fin de XIXe siècle durant laquelle les villageois avaient peu de facilités de transport vers les grandes villes. La musique y était assurée par un petit orchestre ou par un orchestrion (orchestre mécanique). De nos jours certains exemplaires, conservés et restaurés depuis plus d'un siècle, continuent à accueillir fêtes et événements, en Europe comme en Amérique du Nord ou en Australie,.

## Historique
Dans la Belgique de la fin du XIXe siècle, l'économie des villages reposait encore beaucoup sur les familles d'agriculteurs. Celles-ci n'avaient pas souvent l'occasion, entre le travail de la ferme et les obligations familiales, de se divertir, d'écouter de la musique et de socialiser, par exemple pour rencontrer l'âme sœur et former un couple. Car si le disque microsillon a été inventé dès 1887, il ne s'est démocratisé dans les foyers en tant que source de musique enregistrée qu'à partir de la seconde moitié du XXe siècle. Et les lieux de spectacle ou de concert étaient toujours situés dans les grandes villes. Donc si personne de la famille n'était musicien, la seule option pour écouter de la musique était de se déplacer… si possible pas trop loin. C'est pourquoi aux foires et kermesses populaires s'ajoutait une tente destinée à permettre au public rural de danser et de boire jusqu'au petit matin : la spiegeltent.
La création de ces chapiteaux était une spécialité d'ateliers belges, qui ont produit beaucoup d'exemplaires à usage local, et un certain nombre qui ont été exportés vers les pays limitrophes, mais aussi en Grande-Bretagne ou au Canada.

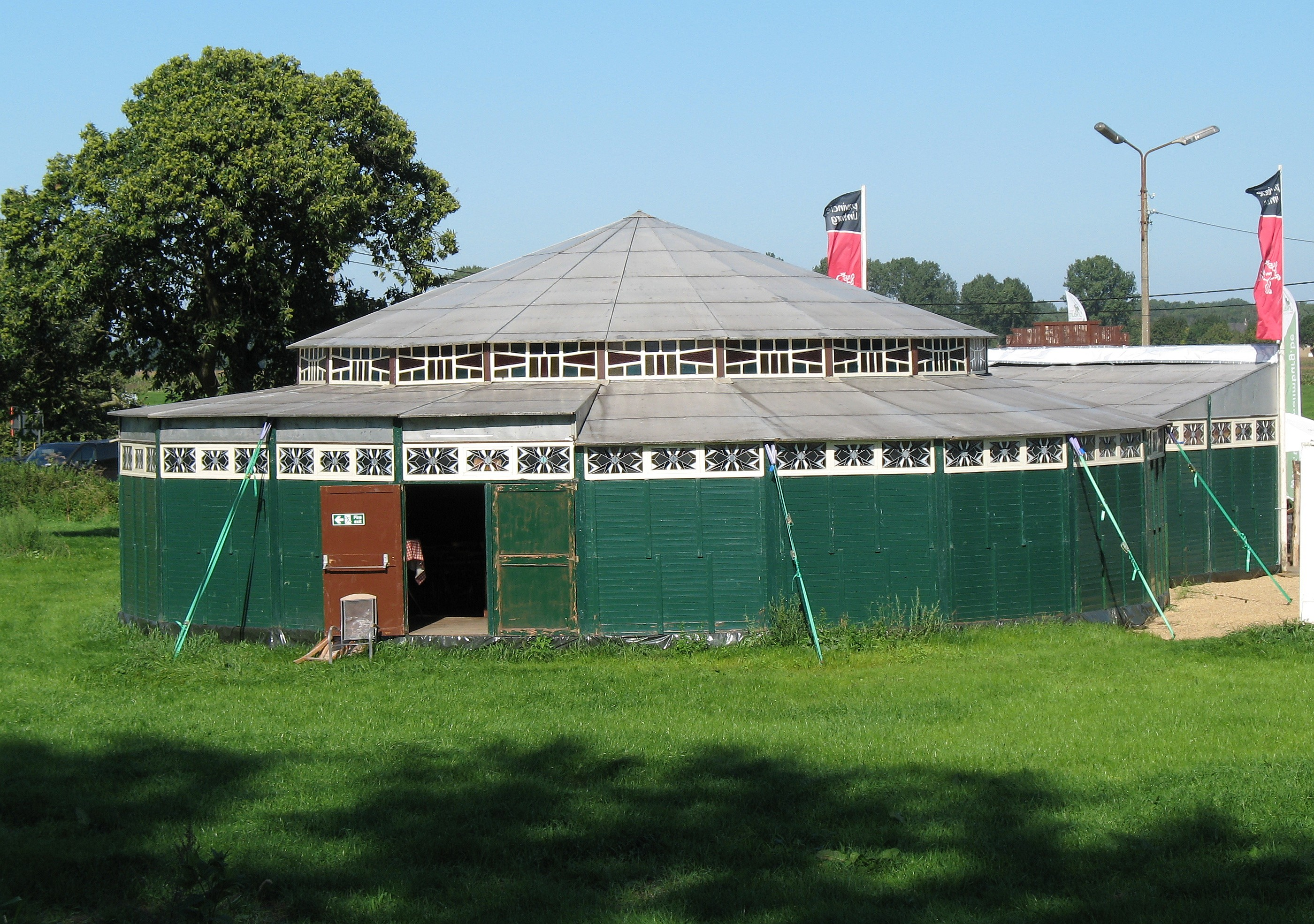
Vue extérieure arrière de la spiegeltent ronde Glimburgercafé en Belgique.

## Disparition progressive
Le succès des kermesses et des « spiegeltenten » (pluriel en néerlandais dans le texte) n'a pas faibli jusqu'aux années 1930. C'est l'arrivée des cabarets après la seconde guerre mondiale, puis d'une plus grande mobilité des jeunes (réseau de routes et de trains), et enfin l'émergence des discothèques dès les années 1950, qui ont achevé de rendre le concept de spiegeltent totalement obsolète.

## Le retour de laspiegeltent
Grâce à quelques rares exploitants d'origine qui avaient gardé leur matériel, et à quelques passionnés qui s'étaient attachés à restaurer d'anciennes tentes mal conservées ou au rebut, les spiegeltenten ont fait leur réapparition à la fin des années 1970 et se sont progressivement popularisées comme espace thématique d'événements et de festivals (pour y placer le bar, le carré des invités, l'espace de cantine, ou profiter du caractère clos de la tente pour isoler de plus petits concerts).
En quelques années la location des spiegeltenten conservées ou restaurées est devenue un commerce florissant, et plusieurs sociétés spécialisées ont actuellement pignon sur rue aux Pays-Bas, en Belgique, en Irlande ou au Canada.

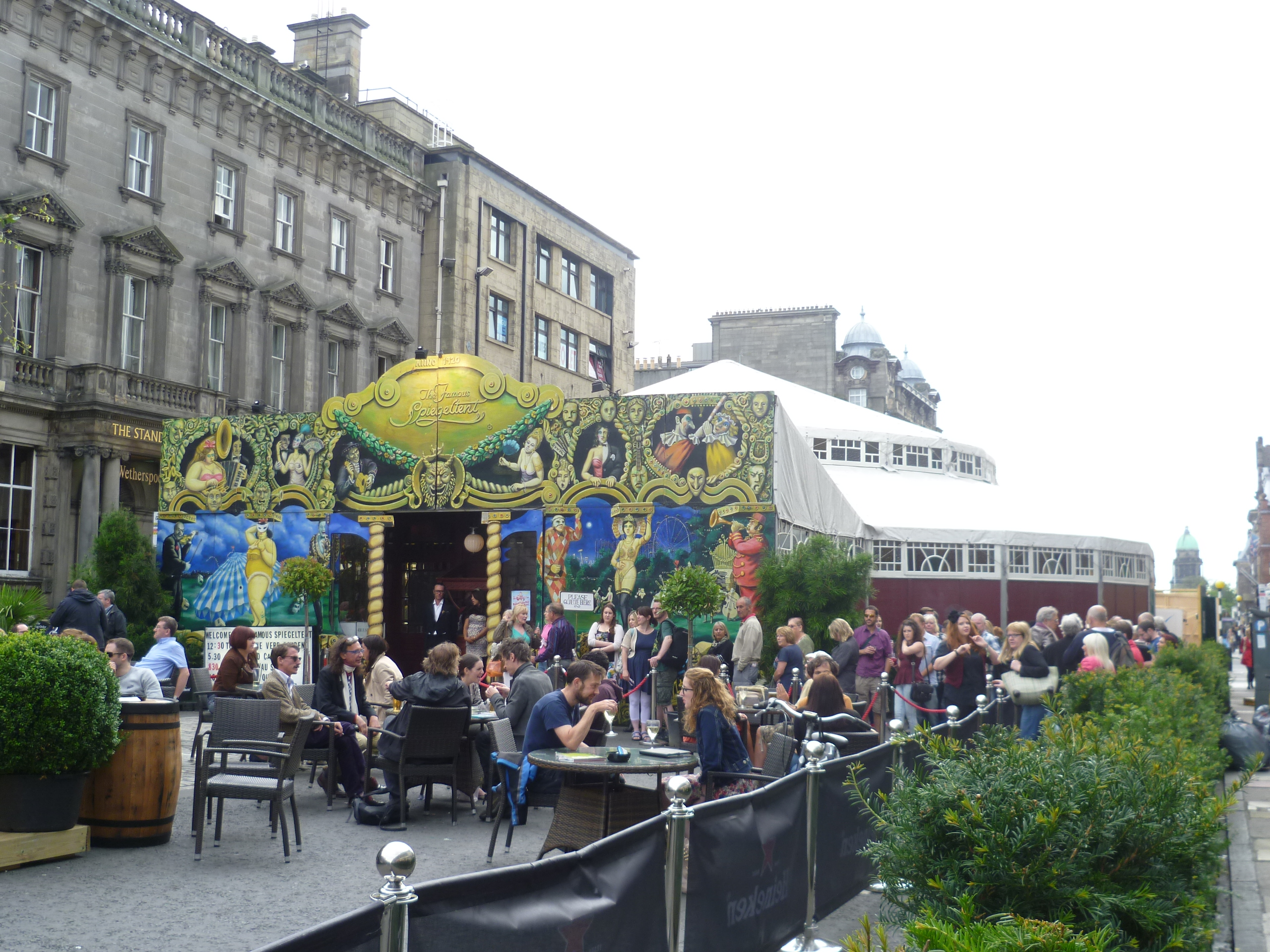
La célèbre Spiegeltent du Fringe Festival d'Édimbourg, ici en 2013.

On peut retrouver chaque année une spiegeltent tant au Festival Off d'Avignon qu'au Fringe Festival à Édimbourg, au Winter Festival du Southbank Centre de Londres , tout comme aux festivals de Canterbury, de Wexford en Irlande, de Dour et des Gentse Feesten en Belgique, de Sydney ou de Brisbane en Australie, au TGE de Brighton, en été à Harrogate (Yorkshire), au Taranaki Festival de New Plymouth en Nouvelle-Zélande, lors de chaque fête populaire sur le Nieuwmarkt d'Amsterdam, et dans bien d'autres événements où elles servent toujours d'espace de discussion professionnelle, de bar thématique ou de salle de fête.

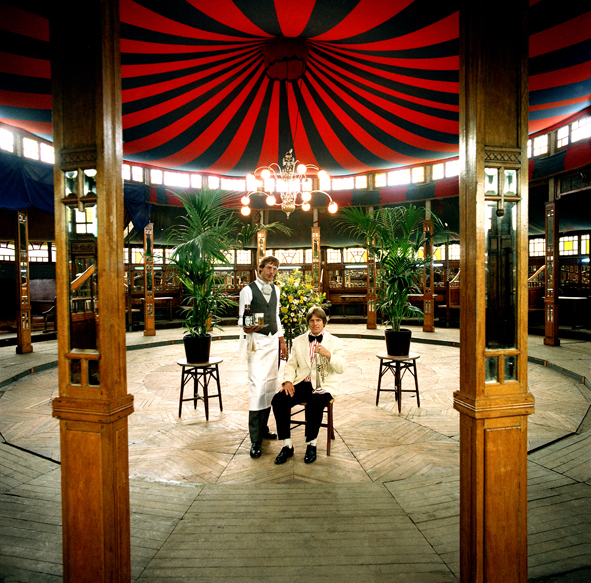
La spiegeltent De Bilt aux Pays-Bas, club de Jazz de 1979 à 2012.

## Concrètement
Une spiegeltent est un montage de bois, de tissu et de verre, résultant en un chapiteau rectangulaire ou circulaire de style forain classique. La décoration de la façade avant de l'établissement était faite de panneaux de bois peints de couleurs vives et découpés aux formes de motifs festifs. Un petit sas d'entrée permet l'installation d'une caisse pour l'entrée payante. Une grande piste de danse en parquet lustré fait le centre de la structure, et est entourée d'un nombre (proportionnel à la taille de la tente) d'alcôves permettant à chaque famille ou groupe d'amis de disposer de sa table et de ses banquettes tout en contemplant les danseurs,. Aux deux pôles de la tente (côté porte et en face au fond) se plaçaient le comptoir du bar et l'orchestre (groupe de musiciens, ou orchestrion lisant des rouleaux de cartes perforées).

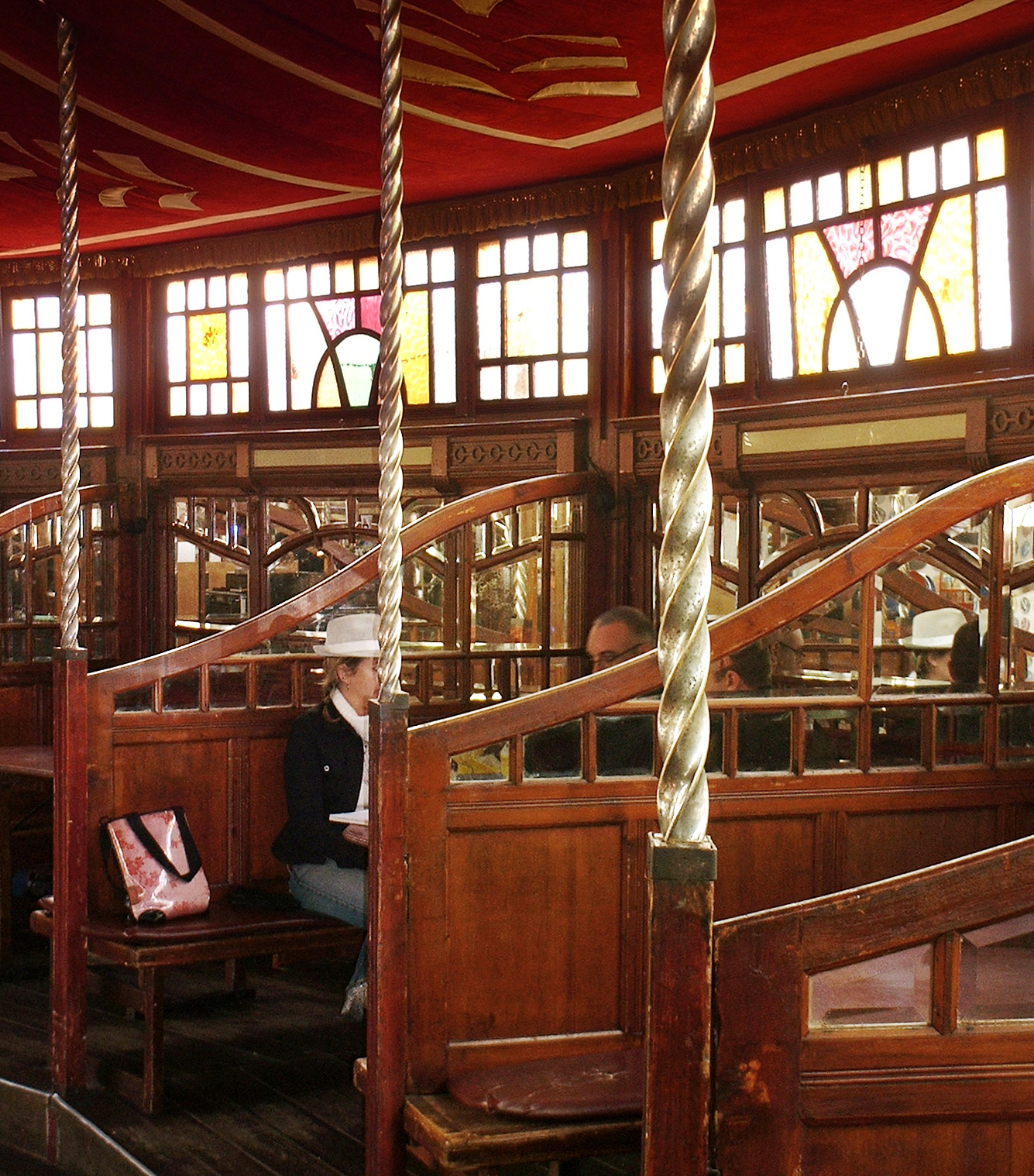
Détail d'alcôve de la néerlandaise Grand Spiegeltent en 2004.

Mais alors, pourquoi les miroirs en décoration intérieure sur tout le pourtour de la tente et des alcôves ? Pour deux raisons simples. D'une part la surface de l'établissement était forcément limitée et il était utile d'augmenter l'impression de profondeur induite par les reflets infinis des miroirs. D'autre part les jeux de regard et de séduction dépendaient parfois de la possibilité de garder un œil furtif sur l'être désiré grâce à l'un des miroirs.